# Núristán
Provincie Núristán (persky ولایت نورستان‎, paštunsky د نورستان ولایت‎) je provincie v Afghánistánu nacházející se na úpatí pohoří Hindúkuš. Oblast je hornatá a na rozdíl od většiny ostatních oblastí Afghánistánu sem zasahují jihoasijské monzuny, takže je tu dostatek vegetace. Hlavním městem je Párún. Oblast byla v minulých staletích známá pod názvem Káfiristán (Země Nevěřících). Poté, co obyvatelé v roce 1886 přijali islám, byla oblast přejmenována na Núristán (Země Světla).